# Neocrex erythrops
La schiribilla beccorosso o rallo beccodipinto  (Neocrex erythrops P. L. Sclater, 1867) è un uccello della famiglia dei Rallidi diffuso in gran parte del Sudamerica.

## Tassonomia
Attualmente vengono riconosciute due sottospecie di schiribilla beccorosso:
- N. e. olivascens Chubb, 1918 (regione compresa tra Panama e Guiana e più a sud, attraverso il Brasile, fino all'Argentina settentrionale);
- N. e. erythrops (P. L. Sclater, 1867) (isole Galápagos e regione costiera del Perù).

## Descrizione
La schiribilla beccorosso misura 18–20 cm di lunghezza. Presenta la sommità della testa e la parte posteriore del collo di colore ardesia, spesso pesantemente sfumato di marrone, e le regioni superiori di colore marrone-oliva uniforme; il mento e la gola sono bianchi, mentre i lati della testa, il petto e l'addome sono di colore ardesia-bluastro chiaro; i fianchi, le tibie e il sottocoda sono marcati da una serie di strisce bianche; sul bianco del sottoala spiccano delle strisce giallastre. L'iride è rossa, il becco è di colore verde chiaro con la base rossa e le zampe sono rossastre. I sessi sono simili.

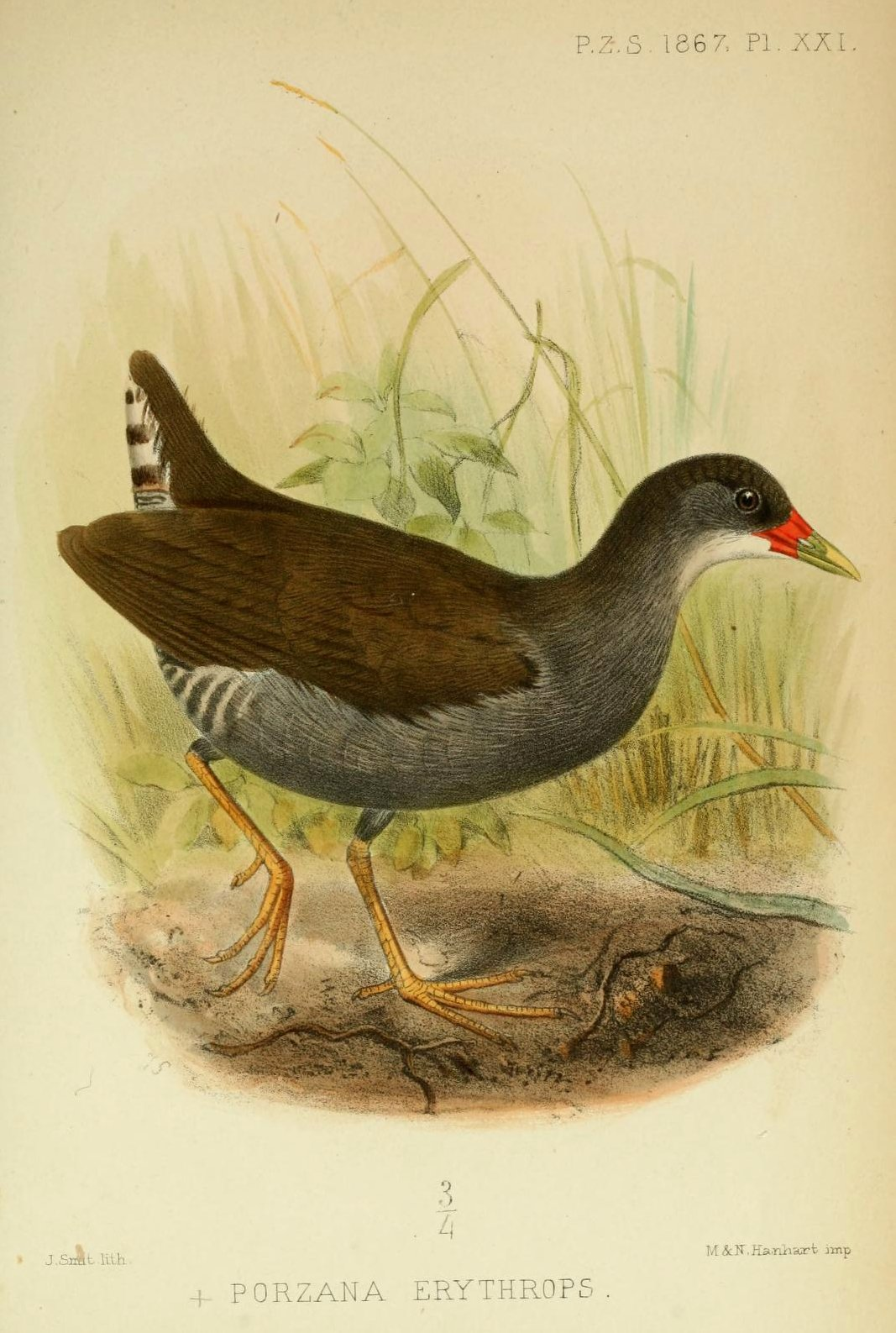

## Distribuzione e habitat
La schiribilla beccorosso occupa un areale discontinuo che comprende la Costa Rica, Panama, la Cordigliera Orientale della Colombia, il Venezuela, il Suriname e, più a sud, una vasta area estesa tra il Brasile orientale e il Paraguay, la Bolivia orientale e l'Argentina nord-occidentale; la sottospecie nominale è presente in una piccola area costiera del Perù a sud di Lima e alle Galápagos.
Occupa paludi, acquitrini e savane umide.

## Biologia
La schiribilla beccorosso ha abitudini soprattutto crepuscolari, essendo difficile da osservare durante il giorno ma facilmente avvistabile in zone aperte, ai margini della fitta vegetazione, all'alba e al crepuscolo. È molto elusiva e furtiva e si alza in volo prevalentemente quando viene disturbata; tale comportamento la differenzia da altre due specie di rallidi tipici delle stesse zone, la schiribilla nera americana e la schiribilla delle Galápagos, che preferiscono fuggire via correndo. Monogama, viene avvistata quasi sempre in coppie.
Per alimentarsi, razzola sul terreno in cerca di Diplopodi, insetti (Coleotteri compresi) e semi di piante erbacee.
La stagione della nidificazione varia a seconda dell'areale: in Venezuela essa è situata in luglio, in Suriname a giugno, in Guyana ad agosto e alle Galápagos in novembre-febbraio. La femmina depone da 3 a 7 uova, color crema, macchiettate di marrone-rossastro e grigio, di 29×23 mm. La cova, effettuata da entrambi i genitori, si protrae per 23-25 giorni.